# Kay Weniger
Kay Weniger (né en 1956 à Berlin) est un historien de l'art autrichien qui est surtout connu pour ses nombreux travaux sur l'histoire du cinéma.

## Biographie
Il s'installe à Hambourg en août 1957 avec ses parents, l'acteur autrichien Hans Weniger (de) et l'actrice allemande Sigrid Roth. Là, il obtient son diplôme d'études secondaires en 1975, puis étudie l'histoire de l'art, l'histoire et l'archéologie à l'Université de Hambourg. Il obtient son doctorat en 1987 avec une thèse sur la reconstruction et la planification des nouveaux bâtiments à Hambourg 1945 à 1950, continuité urbaine ou changement ?.
Après avoir obtenu son diplôme, il travaille comme rédacteur pour les départements de voyage de Die Welt et Welt am Sonntag. Intéressé par le cinéma et l'histoire du cinéma depuis sa jeunesse, il écrit également des reportages sur ce sujet pour le magazine télévisé Hörzu (de) et le Welt am Sonntag.
En 1993, il quitte Die Welt am Sonntag et poursuit depuis des recherches sur l'histoire du cinéma. Il a déjà commencé à rassembler du matériel sur ce sujet au début des années 1970. Sur la base de la recherche, il publie son ouvrage standard en huit volumes, Das große Personenlexikon des Films, en 2001. Avec ses 6100 entrées, c'est l'ouvrage de référence biographique le plus complet dans ce domaine.
Les travaux lexicaux suivants traitent moins de l'impact des politiques nationales-socialistes sur le cinéma et artistes de théâtre et de musique. Alors que le volume Zwischen Bühne und Baracke, paru en 2008, dresse le portrait des victimes de cette politique vivant dans la sphère d'influence du régime national-socialiste, l'ouvrage de suivi Es wird im Leben dir mehr genommen als gegeben... publié dans l'année 2011 se concentre sur les cinéastes qui ont pu échapper à la terreur national-socialiste et se sont exilés.

## Publications
- Das große Personenlexikon des Films. Die Schauspieler, Regisseure, Kameraleute, Produzenten, Komponisten, Drehbuchautoren, Filmarchitekten, Ausstatter, Kostümbildner, Cutter, Tontechniker, Maskenbildner und Special Effects Designer des 20. Jahrhunderts. 8 Bände. Schwarzkopf und Schwarzkopf, Berlin 2001,  (ISBN 3-89602-340-3).
- Zwischen Bühne und Baracke. Lexikon der verfolgten Theater-, Film- und Musikkünstler 1933 bis 1945. Mit einem Geleitwort von Paul Spiegel (de). Metropol, Berlin 2008,  (ISBN 978-3-938690-10-9).
- „Es wird im Leben dir mehr genommen als gegeben…“ Lexikon der aus Deutschland und Österreich emigrierten Filmschaffenden 1933 bis 1945. Eine Gesamtübersicht. Acabus, Hamburg 2011,  (ISBN 978-3-86282-049-8).